# パーム&ファウンテンテラスホテル
パーム&ファウンテンテラスホテル (Palm & Fountain Terrace Hotel) は、千葉県浦安市の新町地域（埋立地）にかつて存在した宿泊特化型ホテルで、東京ディズニーリゾート・パートナーホテルの一つであった。4つ目のディズニーホテル「東京ディズニーセレブレーションホテル」としてリブランドしたため、2016年6月1日をもって営業を終了した。

## 概要
「パーム&ファウンテンテラスホテル」という名前は、「パームテラスホテル (Palm Terrace Hotel) 」 と「ファウンテンテラスホテル (Fountain Terrace Hotel) 」 の総称である。パームテラスホテルとファウンテンテラスホテルは道路を挟んで隣接しているため、住所（町番）が異なる。また、3つの名称とも同ホテルを所有・経営している舞浜リゾートラインの登録商標である。
他のパートナーホテルと異なり、TDRや新浦安駅から離れた「新町地域（エリア）」と言われる1980年代に完成した埋立地に所在する。2000年代以降に空白地にマンションなどの建設ラッシュが起こるようになり、当ホテルもその流れで2003年（平成15年）8月に着工し、2005年（平成17年）2月25日に開業した。
客室構成の中心であるスタンダードルームはツインベッドにデイベッド（エキストラベッド）2台を備え、大人4人での利用が可能であるほか、トリプルルーム（トリプルベッド）や、2段ベッドとデイベッドによる5人部屋も配置し、浦安市内の他のオフィシャルホテル・パートナーホテルと比べて一人あたりの実質正価（正規室料÷人数）の設定が廉価となっている。また、TDRへのアクセスが至便とは言い難い所に立地し、レストランもファミリーレストラン的な料理を中心に提供するなどエコノミーさを前面に打ち出しており、「TDRで一日中過ごした後に近くで宿泊できれば良い」ような客層をターゲットに、OLCグループのB&B型ホテルとして運営されている。
TDRの施設を彷彿とさせるような建物デザインのため、オープン当時から「ディズニーホテル」と誤解されることがあったが、当時はTDRの構成施設ではなかった。しかし、2016年2月にファウンテンテラスホテルとしての営業を終了して改修工事を行い、6月に「東京ディズニーセレブレーションホテル:ウィッシュ」としてリニューアル、同時にパームテラスホテルとしての営業を終了して改修工事を行い、9月に「東京ディズニーセレブレーションホテル:ディスカバー」としてリニューアル、国内では4箇所目となるディズニーホテルとして、ウィッシュ棟・ディスカバー棟の2棟からなる「東京ディズニーセレブレーションホテル」にリブランドする。
- 所在地：千葉県浦安市日の出7丁目1番1号（パームテラスホテル） 明海7丁目1番1号（ファウンテンテラスホテル）
- 開業日：2005年2月25日
- 所有：株式会社舞浜リゾートライン
- 経営・運営：ブライトンコーポレーション
- 客室数：702室（2館合計）
- 商業施設：6（2館合計 各ホテル3箇所ずつ）

## 沿革
- 2005年（平成17年）2月25日：「パーム&ファウンテンテラスホテル」として開業する。
- 2011年（平成23年）
  - 3月12日：前日の東日本大震災の影響により営業を見合わせる。
  - 10月1日：営業を再開する。
- 2014年（平成26年）
  - 4月1日：経営・運営権がミリアルリゾートホテルズから、同社100%子会社のブライトンコーポレーションに譲渡された[3]。
- 2016年（平成28年）
  - 2月27日：ファウンテンテラスホテルの営業を終了する。
  - 6月1日：ファウンテンテラスホテルをリブランドした、国内では4箇所目のディズニーホテルとなる「東京ディズニーセレブレーションホテル:ウィッシュ」として開業する[4]。パームテラスホテルの営業を終了する。
  - 9月10日：パームテラスホテルをリブランドした、「東京ディズニーセレブレーションホテル:ディスカバー」として開業する[5]。

## 客室
パーム&ファウンテンテラスホテルでの客室である。
客室は全室禁煙。どの客室も、洗い場つきのバスルームと洗面台やトイレが独立している。喫煙は1階のカフェルームで可能。
- スタンダードルーム　
  - 定員：4人　広さ：約29㎡　
  - 一番客室数が多く、スタンダードな客室。海側に面したオーシャンサイドの客室もある。
- トリプルルーム
  - 定員：3人　広さ：約32㎡
  - ベッド3台全てレギュラーベッドの客室。デイベットはない。
- スーペリアルーム
  - 定員：4人　広さ：約35〜39㎡
  - スタンダードルームよりも広い客室。パームテラスホテルのみ、オーシャンサイドの客室もある。
- エンジョイ5ルーム
  - 定員：5人　広さ：約29㎡
  - パームテラスホテルのみ。スタンダードルームのデイベッド1台が2段ベッドになり、5人まで宿泊できるようになった客室。
- コーナールーム
  - 定員：3人　広さ：約28㎡
  - ファウンテンテラスホテルのみ。海側に面した角部屋。
- アクセシブルルーム
  - 定員：2/3人　広さ：約33/37㎡
  - 段差のないバリアフリー対応の客室。バスルームが広く、エレベーターから近いことも特徴。
- マーメイドルーム
  - 定員：4人　広さ：約29㎡
  - ファウンテンテラスホテルのみ。マーメイドをイメージした、ピンクや水色を基調とした客室。ベッドカバーや壁に魚が描かれている。宝物が入ったアクセサリーボックスもある。
- わくわく探検ルーム
  - 定員：4人　広さ：約29㎡
  - ジャングルをイメージした客室。色々な植物や動物が壁に描かれている。宝箱もある。
- トミカルーム
  - 定員：3人
  - ファウンテンテラスホテルのみ。2012年3月に登場した期間限定の客室。タカラトミーのミニカー「トミカ」をテーマにしていた。ベッドカバーやクッションにのイラストが描かれている。室内にデイベッドを改良したプレイエリアには、トミカ峠やまみちドライブとトミカ高速道路にぎやかドライブが準備されていて、ホテル貸出のトミカで遊ぶこともできる。

## 料飲施設
朝食および軽食を提供するカフェレストラン形式。
- パームテラス・カフェ
  - 場所：パームテラスホテル1階
  - 座席数：約200席
- ファウンテンテラス・カフェ
  - 場所：ファウンテンテラスホテル1階
  - 座席数：約200席

## ショップ
- コンビニエンスストア - ローソンが両ホテルに入っている。24時間営業。
- ディズニーファンタジー - 東京ディズニーリゾートのグッズを販売しているTDR公式ショップ。両ホテルの1階に位置する。

## その他サービス
宅配便カウンターやコインランドリー、携帯電話の充電器（有料）など。

## 交通アクセス

### 路線バス
東京ディズニーリゾート（東京ディズニーランド、東京ディズニーシー）方面
- 専用シャトルバス『東京ディズニーリゾート・パートナーホテル・シャトル』（無料）が運行（事前予約不要）
※ 原則的にホテル宿泊者が対象である。

新浦安駅方面
- 東京ベイシティ交通11系統『総合公園』（または『新浦安温泉』、『日の出南』）行きで、「パーム&ファウンテンテラスホテル」下車。
- 東京ベイシティ交通3系統、23系統『総合公園』（または『新浦安温泉』、『日の出南』）行きで、「パーム&ファウンテンテラスホテル」下車。（料金は同じだが、11系統を使用するより所要時間は掛かる。）

浦安駅方面
- 東京ベイシティ交通3系統『総合公園』（または『新浦安温泉』、『日の出南』）行きで、「パーム&ファウンテンテラスホテル」下車。
- 東京ベイシティ交通11系統『総合公園』（または『新浦安温泉』、『日の出南』）行きで、「パーム&ファウンテンテラスホテル」下車。

舞浜駅方面
- 東京ベイシティ交通25系統、23系統『総合公園』（または『新浦安温泉』、『日の出南』）行きで、「パーム&ファウンテンテラスホテル」下車。（料金は同じだが、23系統を使用したほうが所要時間は掛かる。）

東京駅八重洲口方面、秋葉原駅東口交番広場方面
- 京成バス、東京ベイシティ交通新浦安・TDR〜東京駅・秋葉原駅 高速バス で、「パーム&ファウンテンテラスホテル」下車。

羽田空港方面
- 東京空港交通、東京ベイシティ交通 空港リムジンバス『新浦安地区ホテル』行き「パームテラスホテル」または「ファウンテンテラスホテル」下車。

成田空港方面
- 東京空港交通、東京ベイシティ交通、千葉交通 空港リムジンバス『新浦安地区ホテル』行き「パームテラスホテル」または「ファウンテンテラスホテル」下車。

### 徒歩
新浦安駅から徒歩で約30分。

## 宿泊者特典
ホテルに宿泊した場合、東京ディズニーリゾートに関していくつかの特典を受けることができる。
東京ディズニーリゾート・パートナーホテル#宿泊者特典を参照のこと。

## プログラム
- ファウンテンテラスホテルの不思議な部屋 - 2014年1月7日から2月7日のうち22日間を対象に発売される宿泊プラン。謎解き宿泊プランで宿泊したゲストのみが対象。企画協力は東京ボウズ。